# Campylomyza ordinaria
Campylomyza ordinaria är en tvåvingeart som beskrevs av Marshall 1896. Campylomyza ordinaria ingår i släktet Campylomyza och familjen gallmyggor. Inga underarter finns listade i Catalogue of Life.